# Amachkogel
Der Amachkogel ist ein 2312 m ü. A. hoher Berg in der Obersteiermark, der zu den Seckauer Tauern gehört und auf der Grenze zwischen den Gemeinden Gaal und Pölstal liegt. Der Westhang liegt in der Pölstaler Katastralgemeinde Sankt Johann am Tauern Sonnseite und der Osthang in der Gaaler Katastralgemeinde Gaal.

## Lage und Beschreibung
Der Gipfel liegt nördlich des Kesselecks, östlich des Lärchkogels und südlich der zu den Gamskögel gehörenden Hochleitenspitze. Der Amachkogel ist der höchste Berg des Kesseleckkamms und als solcher vier Meter höher als der namengebende Berg, das Kesseleck. Der Amachkogel weist drei Bergrücken auf.
Die Höhe des Amachkogels wurde früher mit 2317 m ü. A. angegeben – die des Kesselecks (2308 m ü. A.) mit 2314 m ü. A. – so beispielsweise in der Zeitschrift des Deutschen und Oesterreichischen Alpenvereins im Jahr 1895.

„Hier bildet der Hochleitenspitz (2329 m ü. A.) den Ausgangspunkt eines langgestreckten, zwischen dem Pölsthale und dem Gaalgraben verlaufenden Seitenastes mit dem Amachkogel (2317 m ü. A.) und dem Kesseleck (2314 m ü. A.), sinkt jedoch bald unter 2000 m ü. A. und läuft in waldige Kuppen aus.“

Noch im Jahrbuch der Geologischen Bundesanstalt für das Jahr 1976 waren diese Höhenwerte angegeben.
Der Amachkogel und dessen Bergzug beinhalten reichliche Einschaltungen von Paragneisen, Migmatiten und aplitischen Granit, im Gegensatz zum östlich gelegenen Ringkogel und dessen Massiv ist.

## Touristische Bedeutung
Die Wanderroute auf den Amachkogel gilt als „schöne, jedoch selten begangene Tour“. Nach Einschätzung eines Bergsteigers könne dies daran liegen, dass die Wanderroute auf den Amachkogel über weite Strecken über eine Forststraße führen.
Der Anstieg über das nördlich gelegene Gaaler Törl auf 2081 m ü. A. beginnt bei der Franzlbauerhütte und dauert zweieinhalb bis drei Stunden. Vom Lärchkogel im Westen aus ist der Amachkogel in 50 Minuten erreichbar und vom Kesseleck im Süden in 45 Minuten. Über das Gaaler Törl oder durch den Lerchgraben und die Hangleitenhütte ist Skibergsteigen möglich. Bei einer 12,2 Kilometer langen Wanderung von der Bärntalalm aus bis zum südlich vom Amachkogel gelegenen Kesseleck (2308 m ü. A.) und wieder zurück wird der Ausgangspunkt in knapp viereinhalb Stunden erreicht.
Eine ebenfalls bei der Franzlbauerhütte beginnende Route führt bis zum Kesseleck. Diese Route unterscheidet sich von der vorgenannten durch einen abweichenden Rückweg; beim Rückweg biegt die Route am Amachkogel nach Westen ab, wo der Lärchkogel bestiegen wird und hierauf führt die Route zum Ausgangspunkt zurück. Der Aufstieg nimmt drei Stunden und der Rückweg zweieinhalb Stunden in Anspruch.
Der Amachkogel ist Teil eines Rundweges, bei dem fünf Gipfel in der Gaal bestiegen werden. Diese Route hat eine Länge von etwas über 24 Kilometern und der Wanderer legt rund 1400 Höhenmeter zurück. Die Berge auf der Route sind der Rosenkogel (1918 m ü. A.), das Lahneck (2216 m ü. A.), das Glaneck (2216 m ü. A.) und das Kesseleck (2308 m ü. A.). Bergsattel auf der Route sind Salzlecken (1862 m ü. A.) und das Schaftörl. Diese Route gilt als technisch einfach, jedoch sollte der Wanderer Ausdauer zeigen, da die Route etwa sieben Stunden in Anspruch nimmt.
Weitere Routen, bei denen der Amachkogel bestiegen wird, sind eine Kammüberschreitung, deren höchster Punkt der Westliche Gamskogel auf 2386 m ü. A. ist, sowie eine Wanderung von Sankt Johann am Tauern nach Fohnsdorf.